# Constantine John Phipps
Pour les articles homonymes, voir Phipps.
Constantine John Phipps (19 mai 1744 – 10 octobre 1792), 2e baron Mulgrave, est un explorateur et un naturaliste britannique.

## Biographie
Phipps commence ses études à l'Eton College, aux côtés de Joseph Banks, mais les interrompt rapidement pour prendre la mer sous le commandement de son oncle, A. J. Hervey. En 1766, il quitte Terre-Neuve comme lieutenant à bord de l'HMS Niger. Banks l'accompagne comme naturaliste.
Le 4 juin 1773 Phipps quitte Deptford pour gagner le pôle Nord. L'expédition comporte deux navires, le Racehorse et le Carcass, le second commandé par Skeffington Lutwidge. Phipps est accompagné par le Dr Irving, comme naturaliste et médecin de bord, et Israel Lyons comme astronome. On trouve également à son bord un esclave affranchi célèbre pour sa lutte pour l'abolition de l'esclavage, Olaudah Equiano. L'un des plus jeunes membres de l'équipage n'est autre que Horatio Nelson. Ils naviguent jusqu'au Svalbard et aux Sjuøyane (Sept Îles) qu'ils atteignent le 29 juin, mais les glaces les obligent à revenir à Orford Ness (en) le 17 septembre. C'est durant ce voyage que Phipps observe l'ours blanc et le morse qu'il décrira en 1774 dans son récit de voyage.
À sa mort, le titre de baron de Mulgrave est transmis à son frère Henry Phipps.

## Publication
- (en) Constantine John Phipps, A voyage towards the North Pole : undertaken by His Majesty's command, 1773, Londres, J. Nourse, 1774, 253 p. (lire en ligne)